# 법률 프랑스어
법률 프랑스어(Law French)는 노르만어(앵글로노르만어)를 기본으로 프랑스 지역의 프랑스어의 영향을 받아. 영국의 법률적 영역에서 사용되어온 언어이다. 백년전쟁이 끝나 상류 계층이 영어를 쓰게 된 후에도 18세기까지 계속 사용되었다.